# All the Young Dudes
All the Young Dudes je studiové album anglické glam rockové skupiny Mott the Hoople, vydané v roce 1972. Album produkoval David Bowie, který napsal i píseň se stejným názvem jako album.

## Seznam skladeb
1. "Sweet Jane" (Lou Reed) – 4:21
2. "Momma's Little Jewel" (Ian Hunter, Peter Watts) – 4:26
3. "All the Young Dudes" (David Bowie) – 3:32
4. "Sucker" (Hunter, Mick Ralphs, Watts) – 5:03
5. "Jerkin' Crocus" (Hunter) – 4:00
6. "One of the Boys" (Hunter, Ralphs) – 6:46
7. "Soft Ground" (Verden Allen) – 3:17
8. "Ready for Love/After Lights" (Ralphs) – 6:47
9. "Sea Diver" (Hunter) – 2:53

## Sestava
- Ian Hunter – zpěv, piáno
- Mick Ralphs – kytara, zpěv
- Verden Allen – varhany, zpěv
- Pete Overend Watts – baskytara, zpěv
- Dale "Buffin" Griffin – bicí, perkuse, zpěv